# Nikon Z 8
Die Nikon Z 8 ist ein spiegelloses Systemkameragehäuse des japanischen Herstellers Nikon mit Z-Bajonett. Die Kamera wurde am 10. Mai 2023 vorgestellt.

## Technische Merkmale
Bei der Z 8 handelt es sich um ein spiegelloses Systemkameragehäuse mit Vollformatsensor. Sie verwendet einen Stacked-CMOS-Sensor mit einer Auflösung von 45,7 Megapixeln. Solche Sensoren können im Vergleich zu den bisher verwendeten Sensoren mit rückwärtiger Belichtung deutlich schneller ausgelesen werden.
Die Nikon Z 8 ist etwa 15 Prozent kleiner als ihr DSLR-Pendant Nikon D850 und etwa 30 Prozent kleiner als das „Flaggschiff“ Nikon Z 9. Durch die kleinere Größe verwendet die Nikon Z 8 einen anderen Akku mit kleinerer Kapazität als der von der Nikon Z 9, mit diesem Unterschied halbiert sich die nach CIPA-Standard ermittelte Bildanzahl, die pro Akkuladung möglich ist.